# Oloʻupena
Oloʻupena – wodospad stopniowy w Stanach Zjednoczonych, na Hawajach (północno-wschodnia część wyspy Molokaʻi). Jest to czwarty pod względem wysokości wodospad świata z wysokością równą 900 m i zarazem najwyższy wodospad Oceanii i Stanów Zjednoczonych. Dostępny jest właściwie tylko samolotem, ponieważ znajduje się w górzystym terenie; nie są znane jego szerokość ani przepływ wody. Odwadnia obszar stosunkowo niewielki, lecz stale zasilany opadami deszczu.